# 昂吉安伯爵法蘭索瓦·德·波旁

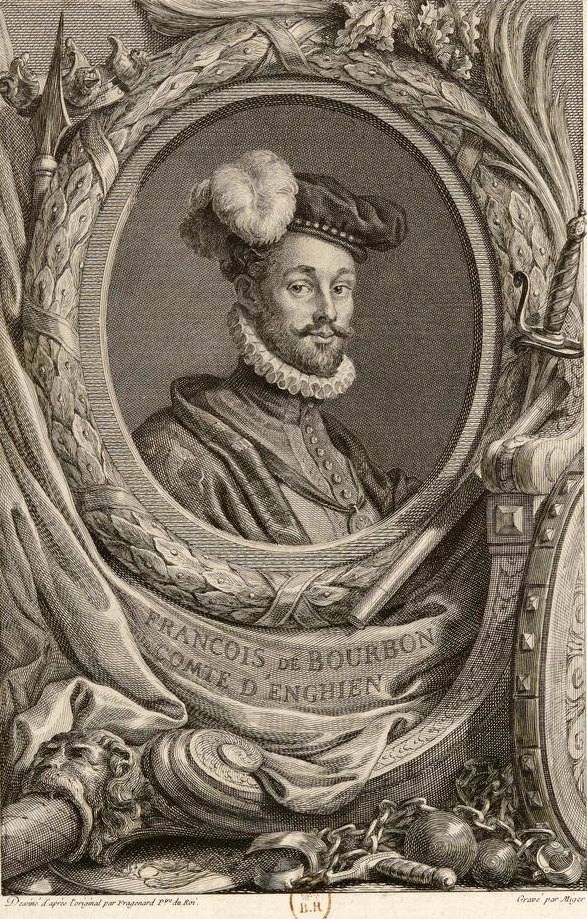
1782年出版的《波旁家族歷史》上的插圖

昂吉安伯爵弗朗索瓦·德·波旁（法語：François de Bourbon, comte d’Enghien；1519年9月23日—1546年2月23日）法蘭西王國王族及軍事家，在1542年—1546年的義大利戰爭中指揮法國陸軍及艦隊。他因在切雷索萊戰役中對神聖羅馬－西班牙聯軍取得輝煌勝利而聞名，其在戰鬥中作為總指揮親率重騎兵投入戰場。

## 生平
昂吉安伯爵生於1519年，父親為旺多姆公爵夏爾，兄長是法王亨利四世的父親納瓦拉國王安托萬。他在1543年被法王弗朗索瓦一世任命為地中海艦隊指揮官，與鄂圖曼帝國軍隊一同攻下尼斯。
1543年至1544年的冬季，法王將強化後的部隊交給昂吉安指揮。昂吉安於冬季結束前開始圍攻卡里尼亞諾，逼迫聯軍與法軍交戰。他在知曉聯軍的動向後，將一支阻擊部隊留在卡里尼亞諾，剩餘部隊前往卡馬尼奧拉阻擋聯軍向城市行軍的道路，法軍騎兵發現聯軍直向法軍陣地進軍。4月10日，聯軍抵達法軍陣地8公里東南處的切雷索萊阿爾巴。昂吉安並未立刻發起進攻，決定在自己挑選的戰場上展開會戰。4月11日，法軍行軍至開闊地帶等待聯軍的到來，他們相信地形將帶給法軍騎兵巨大的優勢。聯軍將領在雙方數小時的小規模戰鬥和火砲對峙後，下令全面推進。中軍的交戰以德意志國土傭僕被法軍步兵擊潰結束，使南方和北方的聯軍部隊被迫撤退或投降。這場戰鬥以雙方步兵慘重的交手聞名，有超過28％的參戰部隊傷亡。法軍有一千五百至兩千人傷亡；聯軍則有五千至六千人傷亡，同時還有三千多人被俘。在戰鬥結束後，昂吉安攻下卡里尼亞諾，但因大部分的部隊被調派至皮卡第，無力繼續擴大戰果。
1546年2月23日，法王弗朗索瓦一世組織一群年輕貴族在拉罗什吉永城堡外打雪仗，分別為亨利王太子、洛林公爵弗朗索瓦與吉斯公爵弗朗索瓦組成的防守方對戰昂吉安指揮的進攻方。一盒箱子在戰鬥中從樓上被丟下，砸到昂吉安的頭，使其在數天後因傷去世。有部分說法認為是蓄意的謀殺，其他說法則認為是一次意外。在他死後，他的弟弟蘇瓦松伯爵讓繼承了昂吉安伯爵的頭銜。

## 註腳
1. 1 2 3 4  Williams 1912，第2頁.
2. ↑  Pardoe 2014，第467頁.
3. ↑  Knecht 1994，第487頁.
4. ↑  Oman 1937，第229-230頁.
5. ↑  Garrisson & Haven 1995，第162頁.
6. ↑  Oman 1937，第230頁.
7. ↑  Knecht 1994，第490頁.
8. ↑  Oman 1937，第231-232頁.
9. ↑  Hall 1997，第186頁.
10. ↑  Hall 1997，第188頁.
11. ↑  Oman 1937，第240-241頁.
12. ↑  Oman 1937，第242頁.